# Benoît Jutras (compositeur)
Pour les articles homonymes, voir Benoît Jutras et Jutras.
Benoît Jutras, (né en 1963 à Montréal), est un compositeur de musique québécois.

## Biographie
Il est connu pour son style de musique unique qui inclut des instruments exotiques. 
Il s'est particulièrement distingué avec le Cirque du Soleil pour lequel il a écrit la musique des spectacles "« O »", "Mystère", "Quidam" et "La Nouba".
Jutras vit à la Barbade.
Sa fille est Audrey Brisson-Jutras, qui joue le personnage de Zoé dans Quidam.
Jutras est frère de François Jutras, sa belle sœur Roxane Potvin, chante dans le spectacle O.

## Discographie
- 1992 : Fascination (tournée au Japon;  composé avec René Dupéré)
- 1993 : Mystère (en résidence au Treasure Island Hotel and Casino de Las Vegas; composé avec René Dupéré)
- 1996 : Quidam (tournée)
- 1998 : « O » (en résidence au Bellagio de Las Vegas)
- 1998 : La Nouba (en résidence au Walt Disney World Resort au Lake Buena Vista)
- 1999 : Alegria (film)
- 2000 : Journey of Man (film IMAX)
- 2000 : Francesco (stage musical au théâtre lyrique d'Assise)
- 2003 : La Face cachée de la lune (film dirigé par Robert Lepage)
- 2005 : Le Rêve (spectacle à l'hôtel Wynn de Las Vegas)
- 2008 : Borderline (film dirigé par Lyne Charlebois)
- 2008 : Glow in the Park Parade (parade nocturne aux parcs Six Flags)
- 2010 : The House of Dancing Water (spectacle au City of Dreams de Macao)
- 2012 : Cirque du Soleil : Le Voyage imaginaire (film 3D de Andrew Adamson)

## Filmographie
- 2000 - Alegria

## Honneurs
- 2000 - Prix Jutra de la meilleure musique pour Alegria